# 龙虎山古建筑群
28°02′50″N 117°01′57″E / 28.04722°N 117.03250°E
龙虎山古建筑群位于中华人民共和国江西省贵溪市上清镇龙虎山，是历代张天师在龙虎山发展道教的遗迹，主要包括嗣汉天师府内的三省堂、私第门、宫保第、广缘斋、仁靖真人碑、大铜钟、灵泉井和大上清宫内的东隐院等8处文物，其年代分属南宋、元、明、清四个历史时期，2013年被列为第七批全国重点文物保护单位。
1. 三省堂：三省堂是历代天师的住宅，是嗣汉天师府内保存最完整的木构建筑，始建于明代，同治六年重修，南北座向，分前、后、中三厅和东西厢房，面积近千平方米。
2. 私第门
3. 宫保第：宫保第位于嗣汉天师府中部偏西侧，始建于明末，“宫保”二字源于第50代天师张国祥于明万历年间诰封“太子少保”。
4. 广缘斋：广缘斋是天师府内的餐厅，与宫保第毗邻，建于明末。
5. 仁靖真人碑：仁靖真人碑位于宫保第东侧，由张留孙弟子于元至治二年（1322年）奉诏而立，碑文由赵孟頫撰书，1959年被列为江西省文物保护单位。
6. 大铜钟：大铜钟位于仪门东侧的保护亭内，元至正十一年（1351年）第40代天师张嗣德等在杭州铸造，1959年被列为江西省文物保护单位。
7. 灵泉井：灵泉井亦称“丹井”、“法水井”，位于玉皇殿的殿前台阶下沿处，南宋宝庆三年（1225年）第35代天师张可大开凿，井深七七四九丈。
8. 东隐院：东隐院位于大上清宫院内东侧，是一座著名道院，也是大上清宫唯一保留下来的清代建筑，建筑风格古朴，院墙外有“善恶分界井”和“神树”等古迹。
9. 大上清宫遗址

- 三省堂與私第門
- 仁靖真人碑铭
- 大銅鐘